# Contea di Franklin (Carolina del Nord)
La contea di Franklin, in inglese Franklin County, è una contea dello Stato della Carolina del Nord, negli Stati Uniti. La popolazione al censimento del 2000 era di 47 260 abitanti. Il capoluogo di contea è Louisburg. Il nome le è stato dato in onore a Benjamin Franklin, famoso giornalista, diplomatico e inventore statunitense.

## Geografia fisica
La contea si trova nella parte centro orientale della Carolina del Nord. L'U.S. Census Bureau certifica che l'estensione della contea è di 1281 km², di cui 1274 km² composti da terra e i rimanenti 7 km² composti di acqua.

### Contee confinanti
- Contea di Warren (Carolina del Nord) - nord/nord-est
- Contea di Nash (Carolina del Nord) - est
- Contea di Wake (Carolina del Nord) - sud-ovest
- Contea di Granville (Carolina del Nord) - ovest
- Contea di Vance (Carolina del Nord) - nord/nord-ovest

## Storia
La Contea di Franklin venne costituita nel 1779.

## Città e paesi
- Bunn
- Centerville
- Franklinton
- Louisburg
- Youngsville